# John Scott Haldane
John Scott Haldane CH (Edimburgo, 3 de maio de 1860 — 14 de março de 1936) foi um fisiologista escocês. Ele era pai do famoso biólogo e autor J. B. S. Haldane.